# Махмуд Халид
Махмуд Халид је гански политичар и бивши министар унутрашњих послова. Он је члан Националног демократског конгреса Гане. Кратко је служио као министар за Горњезападни регион у Милсовој влади.
Док је био у канцеларији, наводи се да је пристрасан према Ахмади муслимана. Због тога, 11. маја 2010. године, био је одбачен од стране председника Гане Џона Ате Милса. Халид је рекао да су чланови његове партије лобирали за његово смењивање. Алхаџи Исаку Салих, био је номинован као његова замена, ишто је одобрено од стране парламента 23. јула 2010. године.